# Radar pasivo

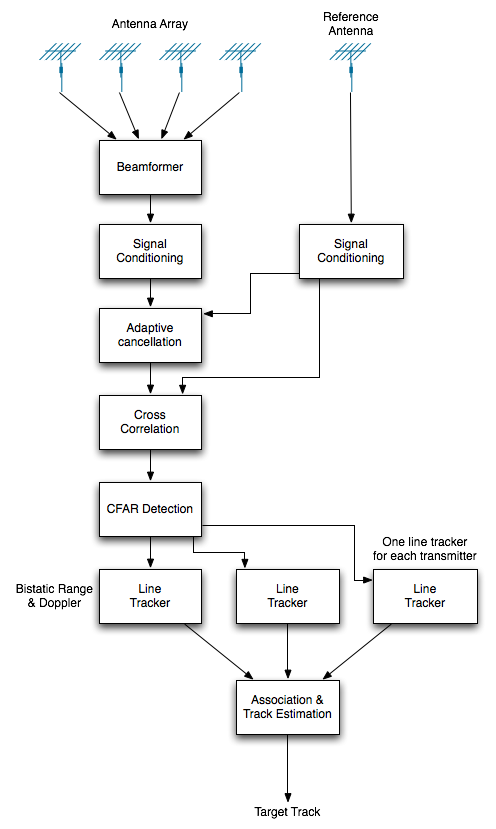
Esquema genérico de procesamiento de señales de radar pasivo.

El radar pasivo (también conocido como radar parásito, ubicación coherente pasiva, vigilancia pasiva y radar encubierto pasivo) es una clase de sistemas de radar que detectan y rastrean objetos procesando reflejos de fuentes no cooperativas de iluminación en el entorno, como transmisiones comerciales y señales de comunicaciones. Se trata de un caso específico del radar biestático –radar biestático pasivo (PBR)–, que es un tipo amplio que también incluye la explotación de transmisores de radar cooperativos y no cooperativos.